# Örvéndi Molnár Ferenc
Örvéndi Molnár Ferenc (17. század első fele – 1674 után) református lelkész, iskolamester.

## Életpályája
Debrecenben tanult, ahol 1660-ban lett togatus. Egy időre ismeretlen helyre távozott, majd 1664-ben visszatért Debrecenben és folytatta tanulmányait. 1666 első felében Magyarkécre választották lelkésznek, 1674-ben pedig Krasznarécsén volt pap.
Egyetlen fennmaradt műve: Lelki Tar-Haz Avagy az O es Ui Testamentum Canonicus Könyveinek rövid Summái. Mellyek, Magyar Rythmusokba foglaltattak Eörvendi Molnar Ferencz akkori Debreczeni Deák által. Debrecen. 1666.